# Passalus armatus
Passalus armatus là một loài bọ cánh cứng trong họ Passalidae. Loài này được Perty miêu tả khoa học năm 1830.